# Pseudotharybis magnus
Pseudotharybis magnus är en kräftdjursart som först beskrevs av K.R.E. Grice och Hnlsemann 1970.  Pseudotharybis magnus ingår i släktet Pseudotharybis och familjen Aetideidae. Inga underarter finns listade i Catalogue of Life.